# 54. Międzynarodowy Festiwal Filmowy w Berlinie
54. Międzynarodowy Festiwal Filmowy w Berlinie odbył się w dniach 5–15 lutego 2004 roku. Imprezę otworzył pokaz amerykańskiego filmu Wzgórze nadziei w reżyserii Anthony’ego Minghelli. W konkursie głównym zaprezentowano 23 filmy pochodzące z 17 różnych krajów.
Jury pod przewodnictwem amerykańskiej aktorki Frances McDormand przyznało nagrodę główną festiwalu, Złotego Niedźwiedzia, niemieckiemu filmowi Głową w mur w reżyserii Fatiha Akına. Drugą nagrodę w konkursie głównym, Srebrnego Niedźwiedzia – Grand Prix Jury, przyznano argentyńskiemu obrazowi Paszport do raju w reżyserii Daniela Burmana.
Honorowego Złotego Niedźwiedzia za całokształt twórczości odebrał argentyński reżyser Fernando Solanas. W ramach festiwalu odbyła się retrospektywa pt. New Hollywood 1967-1976. Trouble in Wonderland, poświęcona amerykańskiej nowej fali. W pokazach filmowych wzięli udział niektórzy z jej współtwórców, m.in. Peter Fonda, Monte Hellman i Melvin Van Peebles.

## Członkowie jury

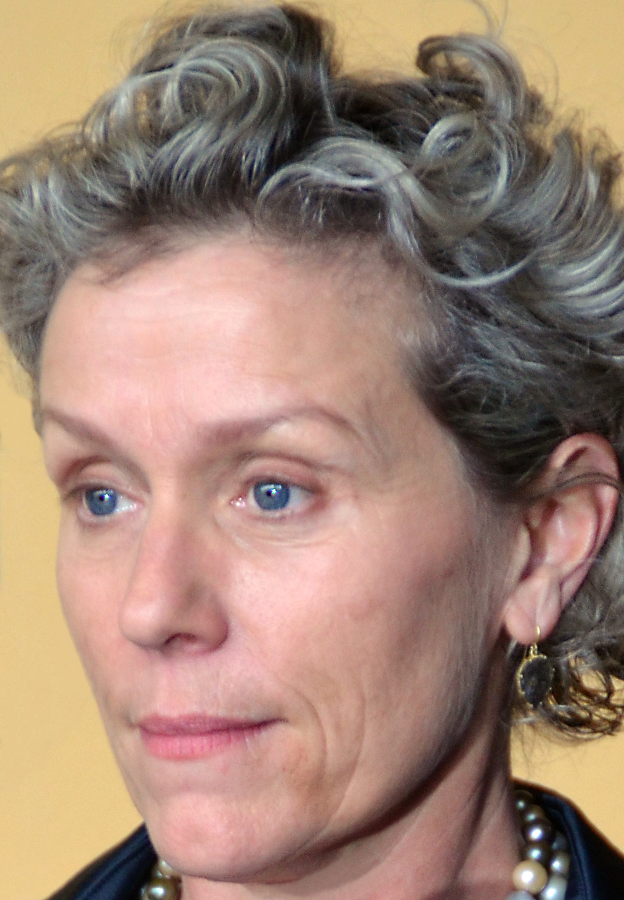
Przewodnicząca jury konkursu głównego Frances McDormand.

### Konkurs główny
- Frances McDormand, amerykańska aktorka – przewodnicząca jury[4]
- Maji-da Abdi, etiopska producentka filmowa
- Valeria Bruni Tedeschi, włoska aktorka
- Samira Makhmalbaf, irańska reżyserka
- Peter Rommel, niemiecki producent filmowy
- Gabriele Salvatores, włoski reżyser
- Dan Talbot, amerykański dystrybutor

## Selekcja oficjalna

### Otwarcie i zamknięcie festiwalu
|             | Tytuł             | Reżyseria         | Kraj produkcji    |
| ----------- | ----------------- | ----------------- | ----------------- |
| Otwierający | Wzgórze nadziei   | Anthony Minghella | Stany Zjednoczone |
| Zamykający  | 25 stopni w zimie | Stéphane Vuillet  | Belgia            |

### Konkurs główny
Następujące filmy zostały wyselekcjonowane do udziału w konkursie głównym o Złotego Niedźwiedzia i Srebrne Niedźwiedzie:
| Tytuł polski            | Tytuł oryginalny                                                  | Reżyseria               | Kraj produkcji    |
| ----------------------- | ----------------------------------------------------------------- | ----------------------- | ----------------- |
| 20:30:40                | 20 30 40 Er shi san shi si shi                                    | Sylvia Chang            | Tajwan            |
| 25 stopni w zimie       | 25 degrés en hiver                                                | Stéphane Vuillet        | Belgia            |
| Paszport do raju        | El abrazo partido                                                 | Daniel Burman           | Argentyna         |
| Kraina szczęścia        | The Beautiful Country                                             | Hans Petter Moland      | Norwegia          |
| Przed zachodem słońca   | Before Sunset                                                     | Richard Linklater       | Stany Zjednoczone |
| Bliscy nieznajomi       | Confidences trop intimes                                          | Patrice Leconte         | Francja           |
| W moim kraju            | Country of My Skull In My Country                                 | John Boorman            | Wielka Brytania   |
| Czerwone światła        | Feux rouges                                                       | Cédric Kahn             | Francja           |
| Wersja ostateczna       | The Final Cut                                                     | Omar Naim               | Kanada            |
| Czuły pocałunek         | Ae Fond Kiss...                                                   | Ken Loach               | Wielka Brytania   |
| W twoich rękach         | Forbrydelser                                                      | Annette K. Olesen       | Dania             |
| Głową w mur             | Gegen die Wand                                                    | Fatih Akın              | Niemcy            |
| Maria łaski pełna       | Maria Full of Grace                                               | Joshua Marston          | Kolumbia          |
| Zaginione               | The Missing                                                       | Ron Howard              | Stany Zjednoczone |
| Monster                 | Monster                                                           | Patty Jenkins           | Stany Zjednoczone |
| Pieśni nocy             | Die Nacht singt ihre Lieder                                       | Romuald Karmakar        | Niemcy            |
| Świt                    | Om jag vänder mig om                                              | Björn Runge             | Szwecja           |
| Pierwsza miłość         | Primo amore                                                       | Matteo Garrone          | Włochy            |
| Samarytanka             | 사마리아 Samaria                                                  | Kim Ki-duk              | Korea Południowa  |
| Świadkowie              | Svjedoci                                                          | Vinko Brešan            | Chorwacja         |
| Trylogia: płacząca łąka | Τριλογία: Το λιβάδι που δακρύζει Trilogia: To livadi pou dakryzei | Theo Angelopoulos       | Grecja            |
| Potrójny agent          | Triple agent                                                      | Éric Rohmer             | Francja           |
| Twoje nowe życie        | La vida que te espera                                             | Manuel Gutiérrez Aragón | Hiszpania         |

### Pokazy pozakonkursowe
Następujące filmy zostały wyświetlone na festiwalu w ramach pokazów pozakonkursowych:
| Tytuł polski             | Tytuł oryginalny       | Reżyseria         | Kraj produkcji    |
| ------------------------ | ---------------------- | ----------------- | ----------------- |
| Wzgórze nadziei          | Cold Mountain          | Anthony Minghella | Stany Zjednoczone |
| Lightning in a Bottle    | Lightning in a Bottle  | Antoine Fuqua     | Stany Zjednoczone |
| Lepiej późno niż później | Something’s Gotta Give | Nancy Meyers      | Stany Zjednoczone |

## Laureaci nagród

### Konkurs główny
Złoty Niedźwiedź
- Głową w mur, reż. Fatih Akın

Srebrny Niedźwiedź – Nagroda Grand Prix Jury
- Paszport do raju, reż. Daniel Burman

Srebrny Niedźwiedź dla najlepszego reżysera
- Kim Ki-duk – Samarytanka

Srebrny Niedźwiedź dla najlepszej aktorki
- Catalina Sandino Moreno – Maria łaski pełna
- Charlize Theron – Monster

Srebrny Niedźwiedź dla najlepszego aktora
- Daniel Hendler – Paszport do raju

Srebrny Niedźwiedź za najlepszą muzykę
- Banda Osiris – Pierwsza miłość

Srebrny Niedźwiedź za wybitne osiągnięcie artystyczne
- obsada filmu Świt

Nagroda im. Alfreda Bauera za innowacyjność
- Joshua Marston – Maria łaski pełna

### Konkurs filmów krótkometrażowych
Złoty Niedźwiedź dla najlepszego filmu krótkometrażowego
- Papierosy i kawa, reż. Cristi Puiu

### Pozostałe nagrody
Nagroda FIPRESCI
- Głową w mur, reż. Fatih Akın

Nagroda Jury Ekumenicznego
- Czuły pocałunek, reż. Ken Loach

Honorowy Złoty Niedźwiedź za całokształt twórczości
- Fernando Solanas